# Véronique Verlhac
Véronique Verlhac est une actrice française née le 28 février 1932 à Paris et morte le 16 juillet 2023 dans la même ville.

## Théâtre
- 1966 : Baby Hamilton de Maurice Braddell et Anita Hart, mise en scène Christian-Gérard, théâtre de la Porte-Saint-Martin : June

## Filmographie
- 1954 : Par ordre du tsar d'André Haguet
- 1954 : Cadet Rousselle d'André Hunebelle : une danseuse orientale
- 1956 : Mannequins de Paris d'André Hunebelle : Micheline
- 1957 : Les Collégiennes d'André Hunebelle : Solange
- 1959 : Le Petit Prof de Carlo Rim : la bonne
- 1959 : Arrêtez le massacre d'André Hunebelle : Juliette
- 1960 : Sergent X de Bernard Borderie : l'infirmière
- 1962 : Le Dernier Quart d'heure de Roger Saltel
- 1963 : Trois de perdues de Gabriel Axel
- 1966 : Le Voyage du père de Denys de La Patellière
- 1969 : Un merveilleux parfum d'oseille de Rinaldo Bassi : Catherine
- 1970 : La Rose écorchée de Claude Mulot : la cliente de la galerie de peinture